# Elfos (Marvel Comics)
Hay muchos Elfos ficticios que aparecen en los cómics estadounidenses publicados por Marvel Comics. Los más comunes de los Elfos son los Elfos Oscuros de Svartalfheim y los Elfos de la Luz de Alfheim que se basan en los elfos de la mitología nórdica. Con frecuencia aparecen en historias con el superhéroe Thor.
Los Elfos Oscuros aparecieron en la película de Marvel Studios, Thor: The Dark World (2013) y una Elfa de la Luz apareció en la serie She-Hulk: Attorney at Law (2022).

## Historial de publicación
Elfos Brillantes apareció por primera vez en Thor # 277 (noviembre de 1978) y fue creado por Roy Thomas, John Buscema y Tom Palmer. Ninguno de la pequeña multitud de los Elfos Brillantes que aparecen en ese número recibe su nombre.
Elfos Oscuros aparecieron por primera vez en Thor # 344 (junio de 1984) y fueron creados originalmente por Walt Simonson. El único Elfo oscuro que apareció en ese primer número fue Malekith el Maldito, Algrim El Fuerte / Kurse y Wormwood aparecieron más tarde en Thor # 347 (septiembre de 1984), una vez más creado por Walt Simonson. Grendell y Bitterhand aparecieron en Thor # 377 (marzo de 1987), y fueron creados por Walt Simonson y Sal Buscema. Alflyse apareció por primera vez en Incredible Hercules # 129 (octubre de 2009) y fue creado por Greg Pak, Fred Van Lente y Reilly Brown.
Elfos de la Luz aparecieron por primera vez en Alpha Flight #50 (septiembre de 1987) y fueron creados por Bill Mantlo y June Brigman. La elfa de luz Aeltri y su hijo Hrinmeer, la Llama, aparecieron por primera vez en Thor Annual # 18 (diciembre de 1993), y fueron creados por Ron Marz y Tom Grindberg. También se han introducido algunas subespecies de los Elfos de la Luz.
Elfos Gatos apareció por primera vez en Alpha Flight # 81 (febrero de 1990), y fueron creados por James Hudnall y John Calimee. Los Elfos de Hielo aparecieron por primera vez en Thor # 615 (noviembre de 2010), y fueron creados por Matt Fraction y Pasqual Ferry.

## Historia de ficción

### Elfos de Asgard

#### Elfos Oscuros
Los Elfos Oscuros son gobernados por Malekith el Maldito, y el más poderoso entre sus filas fue Algrim el Fuerte. Sin embargo, Algrim fue traicionado por Malekith en un intento por matar a Thor. Algrim fue arrojado a la lava y, aunque sobrevivió, fue herido de gravedad. El Beyonder Algrim transformado en el monstruo Kurse, que al parecer mata a Malekith para la traición. Años más tarde, Malekith revela que sobrevivió, y presenta un plan en última instancia infructuoso para que Hércules mate a Alflyse, la Reina Elfa Oscura de las Agujas del Este. 
El trío de Bitterhand, Wormwood y Grendell sirven a Malekith lealmente y han intentado destruir a Thor en varias ocasiones, incluso una vez mientras Mjolnir estaba siendo reforzado.

#### Elfos Brillantes
Los Elfos Brillantes aparecieron por primera vez en Thor cuando el camarógrafo mortal Roger "Red" Norvell (que había adquirido los poderes de Thor) lleva a la diosa Sif a "un mundo muy lejano en el tiempo y el subespacio" de Asgard. Una vez allí, el dúo pronto será recibido por una multitud de humanoides que se presentan como los Ljos-Alfar (o elfos brillantes) y dan la bienvenida a los forasteros a su hogar, Alfheim. El agresivo Rojo responde reclamando su tierra como suya y derriba a todo el grupo de bienvenida con su martillo. Estos elfos son algo más cortos que los asgardianos (como Sif) y tienen orejas grandes y puntiagudas.

#### Elfos de Luz
Los Elfos de la Luz aparecen por primera vez en Alpha Flight cuando Loki miente a un Northstar enfermo y delirante y afirma que Northstar es uno de ellos. Esto lleva a Northstar a viajar a Alfheim para residir allí y abandonar el resto de Alpha Flight.

#### Elfos Gatos
Una subespecie de los Elfos de la Luz, llamada Elfos Gatos, se presenta cuando Northstar se entera de que Loki lo ha engañado. Estos Elfos son más pequeños que sus hermanos y montan gatos alados como su corcel.

#### Elfos de Hielo
Otra subespecie de los Elfos de la Luz, llamados los Elfos de Hielo, fue revelada cuando uno de sus palacios fue destruido por el señor de la guerra Ano-Athox Uthana Thoth. Los Elfos de Hielo residen en la porción congelada de Alfheim.

### Elfos Humos
Durante la trama de Fear Itself, los Elfos del Humo debutan donde están los sirvientes de la Serpiente. Crearon un Golem que atacó a Iron Man y los enanos en Svartalfheim. Mientras que Iron Man se prepara para llevar las armas asgardianas a sus aliados, Splitlip y sus enanos reciben la aprobación para que Iron Man se deshaga de los Elfos de humo cautivos. Luego, Iron Man les da a los Elfos Humos la opción de ser tratados por los Enanos o despedirse. Los Elfos Humos eligen despedirse.

### Elfos de Klarn
Los Elfos de Klarn son una raza de Elfos que residen en la isla flotante de Klarn en Weirdworld. También había un grupo de Elfos Salvajes descendientes de los Elfos de Klarn que no estaban en Klarn cuando fue arrojado al cielo por el hechicero Darklens.
Durante la historia de Secret Wars, los Elfos de Klarn y Elfos Salvajes terminaron en la versión de Battleworld de Weirdworld cuando su Weirdworld se fusionó con los otros reinos mágicos de realidad alternativa. Los Elfos Salvajes ayudaron a luchar contra las fuerzas de Morgan le Fay hasta que Battleworld se derrumbó y Weirdworld apareció en la Tierra en el Triángulo de las Bermudas.
Como parte de la marca "All-New, All-Different Marvel", los Elfos de Klarn terminaron bajo el control mental del Doctor Druid cuando adquirió una forma corporal cuando su espíritu llegó a Weirdworld.

## Poderes y habilidades
Los elfos oscuros poseen intelectos dotados, así como fuerza sobrehumana, velocidad, resistencia, durabilidad, agilidad y reflejos. Todos ellos también poseen una vulnerabilidad al hierro.
Los elfos ligeros también poseen fuerza, velocidad, resistencia, agilidad y reflejos sobrehumanos. Además, tienen una inclinación por el tiro con arco.

## Elfos conocidos de Asgard

### Conocidos Elfos de la Luz
- Aeltri -
- Faradei -
- Hrinmeer la Flama -

### Conocidos Elfos Oscuros
- Alflyse -
- Bitterhand -
- Grendell -
- Kurse -
- Malekith el Maldito -
- Waziria - una bruja de los Elfos Oscuros y exmiembro de Liga de los Reinos que más tarde se transformó en la segunda Kurse.[14]
- Wormwood -

### Elfos de Klarn
- Tyndall - un maestro dragón elfo que se hace amigo de Velanna.
- Velanna - una elfa rubia de la que Tyndall se hace amigo.

## En otros medios

### Televisión
- Los Elfos de Asgard aparecen en The Avengers: Earth's Mightiest Heroes:
  - Malekith el Maldito de los Elfos Oscuros apareció en "El Cofre de los Inviernos Antiguos". Durante los eventos de "La caída de Asgard", Pantera Negra luchó contra las almas de los Elfos Oscuros mientras se encontraba en Asgard.
  - Faradei de los Elfos de la Luz apareció en "La Caída de Asgard" con la voz de Troy Baker. Lucha junto a Hawkeye y Pantera Negra contra una manada de lobos.
- Los Elfos Oscuros aparecen en el episodio de Hulk y los agentes de S.M.A.S.H., "Por Asgard". Malekith el Maldito lidera a los Elfos Oscuros en un complot para apoderarse de Asgard, donde terminaron peleando con Thor, Heimdall, los Tres Guerreros y los Agentes de S.M.A.S.H. en el momento en que Odín estaba fuera en una misión de paz.
- Los Elfos de la Luz aparecen en el especial navideño de Marvel Super Hero Adventures: Frost Fight. Un grupo de Elfos de la Luz vive en las partes polares de Alfheim, donde protegen la propiedad de Jolnir, quien es conocido en la Tierra como Santa Claus y es hijo de una Elfa de la Luz y un Gigante de Hielo masculino.

### Películas
- Algrim de los Elfos Oscuros aparece en la película animada Thor: Tales of Asgard. Él es visto como un asesor de Odín y su especie fue llevada a la casi extinción por los Gigantes de Hielo.

### Universo cinematográfico de Marvel
- Los Elfos Oscuros aparecen en las películas ambientadas en el Universo cinematográfico de Marvel:
  - Los Elfos Oscuros aparecen en la película de Marvel Studios, Thor: The Dark World (2013), con Malekith interpretado por Christopher Eccleston y Algrim / Kurse interpretado por Adewale Akinnuoye-Agbaje. Los Elfos Oscuros, al igual que sus enemigos los asgardianos, son representados como antiguos astronautas. En la película, se afirma que existieron en la oscuridad primordial que precedió al universo. Su objetivo es destruir el universo actual y devolver la existencia a ese estado. Se creían extintos después de los asgardianos. Detuve un intento de hacer eso hace cinco mil años. Sin el conocimiento de los asgardianos, Malekith y varios guerreros escaparon y se fueron a la estasis en el espacio profundo hasta que fue posible otro intento. Para la película, David J. Peterson creó un lenguaje para los Elfos Oscuros llamado Shiväisith.
  - En la película Guardians of the Galaxy (2014), un Elfo Oscuro encarcelado aparece como una exhibición en el museo de Taneleer Tivan.
  - En Spider-Man: Homecoming (2017), la tecnología Elfo Oscuro que fue rescatada de la Batalla de Greenwich fue utilizada por Tinkerer junto con las tecnologías Chitauri y las Industrias Stark.
  - En el episodio de She-Hulk: Attorney at Law (2022), «The People vs. Emil Blonsky», presenta a una Elfa de la luz que cambia de forma llamada Runa (interpretada por Peg O'Keif) a quien Dennis Bukowski está demandando por hacerse pasar por Megan Thee Stallion. Gracias al testimonio de Jennifer Walters, el juez Price falló a favor de Bukowski y condenó a Runa a 60 días por hacerse pasar por él.

### Videojuegos
- Los Elfos Oscuros aparecen como enemigos en Marvel: Ultimate Alliance'.
- Los Elfos Oscuros aparecen en Marvel: Avengers Alliance. Aparecen en el 14º Spec-Ops que giraba en torno a Thor: The Dark World.
- Los Elfos Oscuros aparecen como enemigos en Marvel Heroes. Fueron lanzados como parte del evento de Asgard para vincularse con el lanzamiento de Thor: The Dark World.